# Елисаветградское Евангелие
Елисаветградское Евангелие — славянское рукописное иллюминированное Евангелие-тетр (Четвероевангелие), написанное в конце XVI — начале XVII века в мастерской молдавского митрополита Анастасия (Кримки). Хранится в Российской государственной библиотеке.
Рукопись была обнаружена в конце XIX века в единоверческом Покровском монастыре города Елисаветграда (современный Кропивницкий, Украина) от которого и получила своё название. В 1880-е годы Евангелие было изучено историком искусства Н. В. Покровским, который составил первое подробное описание рукописи. После этого рукопись была возвращена в Елисаветград. В городе она находилась как минимум до 1914 года, а в 20-30-е гг. её судьба становится неизвестной. В 1963 году Елисаветградское Евангелие было обнаружено в Государственной библиотеке им. В. И. Ленина с указанием, что в собрание оно поступило в 1940 году от частного лица. В 1960-е годы с рукописью работала славист и палеограф Государственного исторического музея М. В. Щепкина, дополнившая работу Покровского в части времени создания и истории Елисаветградского Евангелия.
Рукопись написана на пергамене полууставом. Елисаветградское Евангелие копирует Евангелие болгарского царя Иоанна-Александра, написанное в 1356 году, и украшено скопированными с него миниатюрами в неовизантийском стиле. Сохранена миниатюра с ктиторским портретом царя Иоанна-Александра, помещённая перед Евангелием от Матфея.
В 2009 году благотворительный фонд «Общество любителей древней письменности», возглавляемый Германом Стерлиговым, выпустил факсимильное издание Елисаветградского Евангелия тиражом в 10 000 экземпляров. Проект получил название «Древние рукописи — детям России» и издание было бесплатно распространено среди всех желающих при наличии у них детей в возрасте до 12 лет. Хотя изначально планировалось платное распространение книги.